# Fjällnejlika
Fjällnejlika (Silene suecica) är en flerårig, lågväxt ört som ofta växer i tuvor. Fjällnejlikan är vanligast i fjälltrakterna men finns även, i sällsynta fall, vid kusterna och växer oftast i grusig eller stenig mark.
Fjällnejlikan är en av de få växtarter som klarar av att växa på starkt kopparhaltiga underlag. Eftersom höga kopparhalter är giftiga för andra växter anses därför rika förekomster av fjällnejlika indikera förekomst av kopparmalm.

## Synonymer
- Agrostemma alpina (L.) Forbes
- Agrostemma suecica (Lodd.) Maund ex Steud
- Lychnis alpina f. albiflora (Lange) Fernald
- Lychnis alpina L.
- Lychnis alpina subsp. americana (Fern.) J. Feilberg
- Lychnis alpina var. oelandica (Ahlq.) Sterner
- Lychnis alpina var. serpentinicola (Rune) Ericsson
- Lychnis alpina var. serpentinicola (Rune) P.Kallio & Y.Mäkinen
- Lychnis alpina var. typica Fernald
- Lychnis suecica Lodd
- Steris alpina (L.) Šourková
- Viscaria alpina (L.) G. Don
- Viscaria alpina f. albiflora Lange
- Viscaria alpina subsp. americana (Fern.) Böcher
- Viscaria alpina subsp. borealis Böcher
- Viscaria alpina var. albiflora Lange
- Viscaria alpina var. americana Fern
- Viscaria alpina var. serpentinicola Rune
- Viscaria suecica Sweet